# Okres Osvětim
Okres Osvětim (Oświęcim; polsky Powiat oświęcimski) je okres v polském Malopolském vojvodství. Rozlohu má 406,03 km² a v roce 2019 zde žilo 153 486 obyvatel. Sídlem správy okresu je město Osvětim.

## Gminy
Městská:
- Osvětim

Městsko-vesnické:
- Brzeszcze
- Chełmek
- Kúty
- Zátor

Vesnické:
- Osiek
- Osvětim
- Polanka Wielka
- Przeciszów

## Města
- Brzeszcze
- Chełmek
- Kúty (Kęty)
- Osvětim
- Zátor

## Sousední okresy
| Růžice kompasu | Bieruń-Lędziny |               | Chrzanów | Růžice kompasu |
| Růžice kompasu | Pszczyna       | Sever         | Wadowice | Růžice kompasu |
| Růžice kompasu | Pszczyna       | Okres Osvětim | Wadowice | Růžice kompasu |
| Růžice kompasu | Pszczyna       | Jih           | Wadowice | Růžice kompasu |
| Růžice kompasu | Bielsko-Biała  |               |          | Růžice kompasu |